# Vassili Golovànov
Vassili Iaroslàvovitx Golovànov, rus: Василий Ярославович Голованов, (Moscou, 23 de desembre de 1960 — 13 de abril de 2021) fou un escriptor rus. Llicenciat en periodisme per la Universitat Estatal de Moscou, va escriure a diverses revistes i editorials, entre elles Vokrug sveta i Stolitsa. Fou autor d'assaigs geopoètics, que sorgeixen a partir de les seves expedicions al pol Nord, Àsia i el delta del Volga. Ostrov, ili opravdanie bessmislennij puteshestvi (2002, L'illa o justificació dels viatges sense sentit) és una de les seves mirades poètiques al territori, en aquest cas el de l'illa polar de Kolgúiev.
Va publicar l'obra col·lectiva Putevói zhurnal (Diari de viatge), que ell mateix va coordinar, Vremia chaepitia (2004, L'hora del te) i Tachanki s Yuga (1997, Tatxanques del sud), una investigació sobre el moviment encapçalat per Nèstor Makhnò que el diari Nezavissimaia gazeta va qualificar com el millor llibre històric en l'any de la seva publicació. Així mateix, va rebre diversos premis literaris, entre ells el que lliura la revista Novi mir. Prostranstva - laberinti (2005, Espais i laberints) fou la seva darrera creació geopoètica.